# Ніч перед Різдвом (фільм, 1913)
«Ніч перед Різдвом» (рос. Ночь передъ Роджествомъ, 1913) — німий художній фільм Владислава Старевича, екранізація повісті Миколи Гоголя, який був знятий у Російській імперії.

## Сюжет
Сюжет цілком за класичною повістю Гоголя.
Напередодні Різдва в гості до місцевої відьми Солохи (Лідія Триденська) приходить Чорт (Іван Мозжухін). Вони разом літають на мітлі, після чого Чорт краде місяць і ховає його в ганчір'я. Хмільні козаки після настання темряви не можуть потрапити в шинок і вирішують відправитися додому. Поодинці вони заходять до Солохи, котра ховає їх у мішки, щоб вони не один одного не бачили — а також і Чорта. Тоді син Солохи коваль Вакула (Павло Лопухін) сватається до красуні Оксани (Ольга Оболенська), але вона, насміхається над ним, вимагає, щоб він приніс їй черевички, котрі цариця носить. Коваль в горі йде до Солохи, бачить мішки і вирішує понести їх до кузні. В дорозі замоврився, він залишає найважчі мішки на вулиці, де їх підбирають колядники дівчата і хлопці. Вакула, у якого залишилося тільки мішок з Чортом, йде до Пацюка, щоби спитати того, як йому знайти Чорта — тільки з допомогою Чорта він зможе дістати царські черевички. Пацюк каже, що тому нічого Чорта шукати, у кого Чорт за спиною. Вакула знаходить Чорта в мішку і змушує його віднести себе в Петербург. Там князь Потьомкин приймає його за посла від запорожців та дарує йому черевички цариці. Чорт повертає Вакулу додому і коваль його відпускає. Оксана згоджується стати жінкою Вакули.

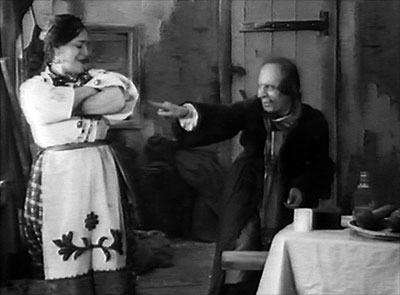

## Значення
- Перша відома екранізація «Ночі перед Різдвом», яка зберегла букву та дух літературного першоджерела.

- У даному фільмі Владислав Старевич об'єднав в одному кадрі акторську гру і анімацію — в сценах з галушками у Пацюка і там, де Чорт зменшується та ховається в кишеню до Вакули.

## Цікаві факти
- Через те, що в Російській імперії існувала цензурна заборона на зображення (за виключенням особливих випадків) у кінофільмах осіб із царської династії[1], ввести в фільм роль імператриці Катерини II Старевичу не вдалося, тому замість неї царицині черевички Вакулі віддає князь Потьомкин.

- Фільм вийшов на екрани 26 грудня 1913 року.

- Відомо, що зняті на основі того ж сюжета мультфільм Валентини та Зінаїди Брумберг «Ніч перед Різдвом» (1951) і художній фільм Олександра Роу «Вечори на хуторі біля Диканьки» (1961).

- Фільм доступний на російському DVD-збірнику «Ніч перед Різдвом», який випущенний в серії «Велике німе» в березні 2009 року. Саундтрек для фільму написаний музичним проектом Messer Chups. [2]

## Відгуки

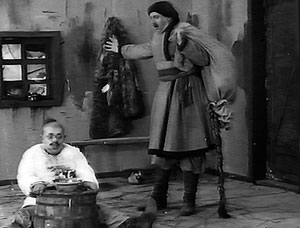

|                                          | «Ніч перед Різдвом» (за Гоголем) — дуже добре поставлена кіноп'єса, проте, не залишена недоліків там, де фігурують народні групи. Усі артисти, взагалі добре виконують свої ролі, неможливо не відзначити грим та гру пана Мозжухіна в ролі чорта. Менш вдалі фантастичні картини польоту Солохи на мітлі і Вакули на чортові, але ефективний трюк зі зменшенням чорта цілком вдався. Картина матиме успіх в Росії (Російській імперії) як жива ілюстрація до літературного твору, знайомому всій російській публіці. |
| — журнал «Кино-театр и жизнь», 1913, № 2 | |

|                              | У даній картині з неперевершеною грою Мозжухіна (чорт) відзначимо проведені трюки — реалізацію сміливої фантазії автора. |
| — журнал «Кинема», 1913, № 1 | |

|                                               | Деякі сцени, як, наприклад, сцена у Солохи, зустріч Голови, який витягується із мішка Чубом, обід Пацюка та багато іншого пронизані чисто гоголівським гумором і проходять під непреривний сміх публіки… Поставлена картина неперевершина, не забуті найменші деталі, які створюють атмосферу українського життя. Всі ролі поставлені якнайкраще. |
| — журнал «Вестник кинематографии», 1913, № 24 | |